# Сънотворно лекарство
Сънотворно лекарство (също приспивателно лекарство) е вид психоактивно вещество, чиято основна цел е да подпомогне заспиването. Приспивателни хапчета се използват най-вече за лечение на безсъние или за хирургическа анестезия.
Групата на сънотворните лекарства е свързана с тази на успокоителните лекарства. И докато последните служат за намаляване на безпокойствието, приспивателните имат функцията да инициират, поддържат или удължават съня. Тъй като функциите им се застъпват, а лекарствата в този клас като цяло водят до пристрастяване, те често се обединяват под общото название „сънотворни и транквиланти“. Те влизат в групата на депресантите – вещества, които потискат функциите на централната нервна система.
Сънотворните лекарства се предписват редовно за лечение на безсъние и други нарушения на съня. Много от тях създават навик у човека, нарушавайки модела на съня. Поради тази причина, лекарите често препоръчват промени в околната среда преди лягане, по-добра „хигиена на съня“, избягването на кофеин и други стимулиращи вещества или поведенческа намеса (например когнитивна поведенческа терапия), преди да се предпишат лекарства за сън. Когато се предпишат, сънотворните лекарства следва да се използват за най-кратко възможно време.
Към 2010 г., сред индивидите с нарушения на съня 13,7% взимат предписани лекарства различни от бензодиазепини, докато 10,8% приемат бензодиазепини. Ранните барбитурати вече не се използват широко, макар все още да се използват от някои пациенти. При децата, предписването на сънотворни лекарства не е добре прието, освен ако не е за лечение на нощен ужас или сомнамбулизъм. Старите хора са по-чувствителни към потенциалните странични ефекти на дневната умора и когнитивните нарушения, а метаанализите сочат, че рискът като цяло надхвърля ползите от сънотворните лекарства у старите хора.